# 福島県農業共済組合連合会
| 福島県農業共済組合     | 福島県農業共済組合 |
| ---------------------- | ------------------ |
| 会長理事               | 齋藤勝利           |
| 事務所数               | 1本所              |
| 設立日                 | 1948年 4月         |
| 本所                   |                    |
| 所在地                 | 〒960-8031         |
| 福島県福島市栄町6番6号 |                    |
| 外部リンク             | NOSAI福島          |

福島県農業共済組合連合会（ふくしまけんのうぎょうきょうさいくみあいれんごうかい）は、2016年（平成28年）3月まで福島県福島市に本部を置いていた農業共済組合連合会。
同年4月1日より県内九つの農業共済組合が合併し、福島県農業共済組合となった。

## 所在地
福島県福島市栄町6番6号

## 沿革
- 1948年（昭和23年）4月 : 福島県農業共済保険組合が発足。
- 1949年（昭和24年）6月 : 農業災害補償法の一部改正に伴い、福島県農業共済組合連合会に改称。
- 2016年（平成28年）4月 : 県内九つの農業共済組合が合併し、福島県農業共済組合が発足。

## 管轄区域
- 福島県

## 管内の農業共済組合
現在は全て福島県農業共済組合の支所となっている。
- 福島県北農業共済組合
- 安達地方農業共済組合
- 郡山田村農業共済組合
- いわせ石川農業共済組合
- 白河地方農業共済組合
- 会津農業共済組合
- 相馬地方農業共済組合
- 双葉地方農業共済組合
- いわき市農業共済組合